# Swiss Indoors Basel 2018
Lo Swiss Indoors Basel 2018 è stato un torneo di tennis giocato su campi in cemento al coperto. È stata la 49ª edizione dell'evento conosciuto come Swiss Indoors Open o Davidoff Swiss Indoors, appartenente alla categoria ATP Tour 500 nell'ambito dell'ATP World Tour 2018. Gli incontri si sono giocati a Basilea, in Svizzera, dal 22 al 28 ottobre 2018.

## Partecipanti

### Teste di serie
| Nazionalità | Giocatore             | Ranking* | Testa di serie |
| ----------- | --------------------- | -------- | -------------- |
| Svizzera    | Roger Federer         | 3        | 1              |
| Germania    | Alexander Zverev      | 5        | 2              |
| Croazia     | Marin Čilić           | 6        | 3              |
| Grecia      | Stefanos Tsitsipas    | 16       | 4              |
| Stati Uniti | Jack Sock             | 18       | 5              |
| Italia      | Marco Cecchinato      | 19       | 6              |
| Russia      | Daniil Medvedev       | 21       | 7              |
| Spagna      | Roberto Bautista Agut | 25       | 8              |

* Ranking al 15 ottobre 2018.

### Altri partecipanti
I seguenti giocatori hanno ricevuto una wild card per il tabellone principale:
- Taylor Fritz
- Henri Laaksonen
- Jack Sock

Il seguente giocatore è entrato in tabellone come special exempt:
- Ernests Gulbis

I seguenti giocatori sono passati dalle qualificazioni:

- Marius Copil
- Tarō Daniel
- Laslo Đere
- Alexei Popyrin

Il seguente giocatore è entrato in tabellone come lucky loser:
- Dušan Lajović

### Ritiri
Prima del torneo
- Juan Martín del Potro → sostituito da  Maximilian Marterer
- David Goffin → sostituito  Ryan Harrison
- Stan Wawrinka → sostituito  Dušan Lajović

## Campioni

### Singolare
Roger Federer ha battuto in finale  Marius Copil con il punteggio di 7–6(5), 6-4.
- È il novantanovesimo titolo in carriera per Federer, il quarto della stagione.

### Doppio
Dominic Inglot /  Franko Škugor hanno battuto in finale  Alexander Zverev /  Miša Zverev con il punteggio di 6-2, 7-5.